# Trizidela do Vale
Trizidela do Vale là một đô thị thuộc bang Maranhão, Brasil. Đô thị này có diện tích 223,306 km², dân số năm 2007 là 14284 người, mật độ 63,97 người/km².